# Сонцов-Засекин, Семён Юрьевич
Князь Семён Юрьевич Сонцов-Засекин — стольник, завоеводчик и воевода во времена правления Фёдора Алексеевича, правительницы Софьи Алексеевны, Ивана V и Петра I Алексеевичей.
Из княжеского рода Сонцовы-Засекины. Младший сын князя Юрия Михайловича Сонцова-Засекина. Имел старшего брата, князя Бориса Юрьевича Сонцова-Засекина.

## Биография
Показан в жильцах. В 1677 году пожалован в стряпчие и в этом же году упомянут в Путивле в полку боярина и князя Василия Васильевича Голицына. В 1679 году участвовал в Севском и Киевском походах в полку боярина и князя Михаила Алегуковича Черкасского. В 1681 году пожалован в стольники. В 1683 году ездил с Государём на богомолье в Троице-Сергиев монастырь. В 1687—1689 годах ротмистр Большого полка ближнего боярина и дворового воеводы князя В. В. Голицына в Крымском походе. За отличные службы в данном походе, пожалован золотым. В декабре 1691 года указал ему Государь ездить за собою в зимних походах. В 1694—1696 годах воевода в Кевроле и на Мезене. В 1703 году сто сорок седьмой стольник в Севске, Сумах и Ахтырке, завоеводчик в полку боярина и князя Михаила Григорьевича Ромодановского. За разные году его службы, неоднократно пожалован придачами к поместному окладу в размере 700 четвертей земли и денежному окладу в сто одиннадцать рублей.
В феврале 1706 года князь Семён Юрьевич бил челом митрополиту Сарскому и Подонскому, прося благословения на постройку в монастыре каменной церкви во имя Иоанна Предтечи «на гробах белёвских князей и своих родителей». В это время в монастыре находились шесть надгробных памятников, из которых под двумя в 1638 и 1660 годах покоился прах представителей рода Волконских, три памятника принадлежали князьям Сонцовым-Засекиным, два из которых, вероятно, принадлежат родителям князя Семёна Юрьевича и один сестре княжне Марии Юрьевне Сонцовой. Никаких родственных связей с белёвскими удельными князьями у рода не выявлено, в монастырском синодике они вели отдельные записи.
В апреле 1719 года Сенат повелел быть князю Семёну Юрьевичу Сонцову-Засекину комнатным стольником.

## Семья
Женат на Татьяне Васильевне Кожиной, от брака с которой имел детей:
- Князь Сонцов-Засекин Фёдор Семёнович — женат на княжне Щербатовой.
- Князь Сонцов-Засекин Андрей Семёнович — женат на Анне Афанасьевне Савёловой.
- Княжна Мария Семёновна — замужем за Дмитрием Бестужевым-Рюминым.
- Княжна Ирина Семёновна — замужем за генерал-майором князем Михаилом Юрьевичем Щербатовым.